# Казимир Водзіцький
Казимир Станіслав Міхал Водзіцький гербу Леліва (пол. Kazimierz Stanisław Michał Wodzicki; 27 вересня 1816, Кожкевський замок — 20 жовтня 1889 Оліїв) — польський політичний діяч, орнітолог і письменник. Дід Казимира Антонія Водзіцького (1900—1987).
Власник маєтків в селах Оліїв, Білокриниця, Білоголови, Гарбузів, Бзовиця, Гукалівці, Лопушани, Монилівка, Залізці в Зборівському повіті та Горбанівки в Золочівському повіті.

## Життєпис
Син Юзефа (1775—1847) та Петронелі, уродженої Яблоновської (1770—1859).
Посол до уставодавчого сейму в Кромержижі у 1848 році, посол на Галицький Сейм у 1861–63 роках та до Імперської ради у Відні у 1861–63 роках, голова Золочівської повітової ради у 1867 році, президент Золочівського відділення Галицького фермерського товариства, член-кореспондент Краківського наукового товариства.
У 1851 році опублікував книгу «Wycieczka ornithologiczna w Tatry i Karpaty galicyjskie na pierwszy czerwca 1850 roku», в якій задокументував 115 видів птахів Татр. У 1862 році він пожертвував 2000 злотих Ягеллонському університету на стипендіальний фонд для навчання академічної молоді зоотехніки, а після смерті заповів університету колекцію свійських птахів.

## Твори
- «Systematyczny spis ptaków uważanych w dawnej ziemi Krakowskiej» (Bibliot. Warsz. na r. 1850, I);
- «Wycieczka ornitologiczna w Tatry i Karpaty» (Leszno, 1851);
- «O wpływie, jaki wywierają ptaki na gospodarstwo» (2 wyd., t. 1852);
- «O hodowaniu owiec» (t. 1853);
- «Der Vogelzug im Frühjahre 1855» (w Journ. f. Ornitologie, Kassel, 1855, III, 346);
- «Ueber Muscicapa parva u. einige Calamoherpen» (Naumania, Arch. f. Ornithol., II);
- «Einige Worte gewissenhafter Beobachtungen über die Fortpflanzung des Rallus aquaticus» (t. 267);
- «O sokolnictwie i ptakach myśliwskich» (Warszawa, 1858);
- «Wspomnienia z życia łowieckiego» (Warszawa, 1880);
- «Zapiski ornitologiczne»: «Skowronek» (Lwów, 1882); «Kukułka» (Kraków, 1884); «Orły polskie»" (Lwów, 1886)[4]